# Benno von Tschirschky-Reichell

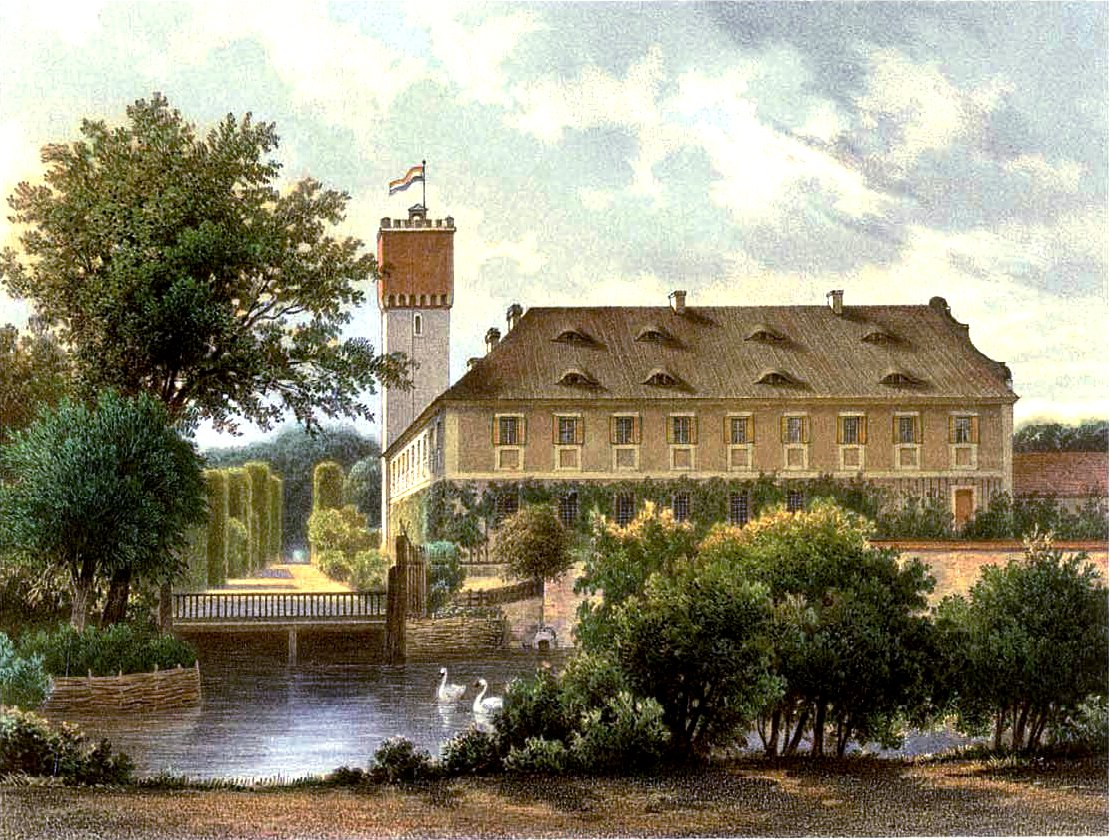
1860/1831, dans : Collection Alexander Duncker Berlin

Benno von Tschirschky-Reichell (né le 25 juillet 1810 à Schlanz et mort le 7 mai 1878 à Schlanz, arrondissement de Breslau, province de Silésie) est un propriétaire foncier et un homme politique prussien. Il est issu de la famille noble silésienne von Tschirschky.

## Origine
Son père est Carl Conrad Leopold Joachim von Tschirschky (1766-1851), major du régiment des Gardes du Corps, marié en 1797 à Charlotte baronne von Reichell (1771-1837). Son grand-père, Joachim Conrad (1728-1805), est le frère du major général Carl Wilhelm von Tschirschky.

## Famille
Tschirschky se marie avec la comtesse Maria von Renard (1826-1847), fille d'Andreas Maria von Renard, propriétaire de Groß Strehlitz, en 1842. Avec la comtesse Maria, il a un fils Mortimer von Tschirschky. En secondes noces, le 12 mai 1857 à Breslau, il se marie avec Emma Sartorius von Schwanenfeld (née le 10 juillet 1829 à Breslau et morte le 15 mars 1915 au château de Veltheimsburg à Bebertal), fille du lieutenant-colonel royal prussien et propriétaire foncier Franz Sartorius von Schwanenfeld (1783-1863), fidéicommissaire de Sartowitz et chanoine d'Havelberg  et de Luise Haenlein (1793-1861).

## Biographie
Tschirschky est un capitaine royal prussien et, par son mariage, maître des domaines des familles von Reichell, Schlanz, Kreiselwitz et autres. Il est député à vie de la Chambre des seigneurs de Prusse et représente les principautés de Breslau et de Brieg. Le château de Schlanz avec une propriété supplémentaire, totalisant 1 030 hectares, appartient plus tard à Euphemie comtesse zu Eulenburg, née von Tschirschky-Reichell, mariée à Richard comte zu Eulenburg-Prassen.